# Buprestoïdeus
Els buprestoïdeus (Buprestoidea) són una superfamília de coleòpters elateriformes.

## Taxonomia
La superfamília Buprestoidea conté dues famílies:

- Família Schizopodidae LeConte, 1859
  - Subfamília Schizopodinae LeConte, 1859
- Família Buprestidae Leach, 1815
  - Subfamília Julodinae Lacordaire, 1857
  - Subfamília Polycestinae Lacordaire, 1857
  - Subfamília Galbellinae Reitter, 1911
  - Subfamília Chrysochroinae Laporte, 1835
  - Subfamília Buprestinae Leach, 1815
  - Subfamília Agrilinae Laporte, 1835
  - Subfamília Parathyreinae † Alexeev, 1994